# Chromocyphellaceae
Chromocyphellaceae is een botanische naam, voor een familie van schimmels. Het typegeslacht is Chromocyphella

## Geslachten
De familie bestaat uit twee geslachten (peildatum juni 2022) 
- Chromocyphella
- Phaeosolenia